# Douglas Kirkland
Pour les articles homonymes, voir Kirkland.
Douglas Morley Kirkland est un photographe de plateau américain né le 16 août 1934 à Toronto et mort le 2 octobre 2022 à Hollywood Hills. 

## Biographie
Douglas Kirkland est né le 16 août 1934 à Toronto et élevé depuis l'âge de 3 ans à Fort Érié au Canada,.
Enfant, il découvre la photographie en feuilletant les pages du magazine illustré Life. Il photographie sa famille et ses amis.
Il part s'installer à New York et devient l’assistant d'Irving Penn « J’ai beaucoup appris avec lui. J’étais impressionné. Il était tout ce que je voulais devenir. J’ai appris avec lui comment raconter une histoire ».
En 1961, Marilyn Monroe pose « seulement vêtue de Chanel no 5 » dans des draps de soie blanche pour Douglas Kirkland au cours d’une séance pour le magazine américain Look.
Un Who's Who de personnes notables a posé pour Kirkland, du grand innovateur en photographie Man Ray et du photographe/peintre Jacques Henri Lartigue au Dr Stephen Hawking. Les célébrités du divertissement qu'il a photographiées incluent Marilyn Monroe, Romy Schneider, Audrey Hepburn, Mick Jagger, Sting, Björk, Arnold Schwarzenegger, Morgan Freeman, Orson Welles, Andy Warhol, Oliver Stone, Mikhaïl Baryshnikov, Leonardo DiCaprio, Coco Chanel, Marlene Dietrich, Brigitte Bardot, Judy Garland, Elizabeth Taylor, Sophia Loren, Catherine Deneuve, Michael Jackson, Paris Hilton et Diana Ross. Le portrait de Charlie Chaplin par Douglas Kirkland est conservé à la National Portrait Gallery de Londres.
Douglas Kirkland a été engagé pour travailler dans le monde entier et a travaillé dans l'industrie cinématographique en tant que photographe spécial sur plus de 150 films, dont 2001, l'Odyssée de l'espace (2001: A Space Odyssey), La Mélodie du bonheur (The Sound of Music), Le Choix de Sophie (Sophie's Choice), Out of Africa, The Pirate Movie, Butch Cassidy et le Kid (Butch Cassidy et le Sundance Kid), À la poursuite du diamant vert (Romancing the Stone), Titanic et Moulin Rouge. Certains de ses films célèbres incluent John Travolta dans la séquence de danse de La Fièvre du samedi soir (Saturday Night Fever), un portrait de Judy Garland en train de pleurer et la séance photo Playboy de mars 1976 de Margot Kidder. En 1995, Douglas Kirkland a reçu un Lifetime Achievement Award de l'American Motion Pictures Society of Operating Cameramen.
Titanic de 1998 a été le premier livre d'images à atteindre le no 1 sur la liste des best-sellers du New York Times et l'a fait à la fois sur les listes à couverture rigide et brochée. Le livre suivant de Douglas Kirkland intitulé A Life in Pictures est sorti en 2013.
Douglas Kirkland a enseigné à la Smithsonian Institution, au AFI Conservatory à Hawaï et à Los Angeles, à l'Art Center College of Design de Pasadena ainsi qu'aux Kodak Centers de Hong Kong, Singapour et Taïwan.

### Famille
Douglas Kirkland et sa femme résidaient à Hollywood Hills en Californie. Son fils est le réalisateur des Simpson, Mark Kirkland.
Sa seconde épouse, Françoise, est née à Paris, France, et a fait ses études à la Sorbonne. Elle a obtenu des diplômes en sciences politiques et en anglais. Publiciste, elle a poursuivi une carrière distincte mais a travaillé avec son mari en tant qu'agent et a été impliquée dans ses projets de livres, notamment Legends, Body Stories, Woza Africa, James Cameron's Titanic, Make Up Your Life et Avec Marilyn : Une soirée/1961, entre autres.

### Mort
Douglas Kirkland meurt le 2 octobre 2022 à Hollywood Hills à l’âge de 88 ans,.

## Publications
Liste non exhaustive :
- Light Years (1989),
- Icons (1993),
- Legends (1999),
- Body Stories (1998),
- Freeze Frame (2007),
- An Evening With Marilyn (2002),
- Coco Chanel: Three Weeks (2008),
- James Cameron’s Titanic (1997),
- With Marilyn (2012),
- Douglas Kirkland – A Life in Pictures, (2013),
- When We Were Young (2014),
- Freeze Frame: Second Cut (2017),
- Physical Poetry Alphabet (2018).

## Prix et récompenses
Liste non exhaustive :
- « Lifetime Achievement Award » de l’American motion pictures Society of Operating Cameramen[5] ;
- Lucie Awards pour réalisation exceptionnelle en photographie de spectacle de l’IPA (2003)[5] ;
- President’s Award de l’American Society of Cinematographers ASC (2011)[5] ;
- Nastri d’Argento (ruban d’argent) au Festival international du film de Taormina[5] ;
- CAFA (Canadian Arts and Fashion Awards) pour sa carrière en photographie (2019)[5].

## Collections publiques
Liste non exhaustive :
- Academy of Motion Picture Arts and Sciences[5]
- Smithsonian Institution[5]
- National Portrait Gallery of Australia[5]
- National Portrait Gallery de Londres[5]
- George Eastman House, Rochester[5]
- Houston Center for Photography[5]